# 77 Ceti
Désignations
77 Ceti (en abrégé 77 Cet) est une étoile de couleur orange située à 489 années-lumière dans la constellation de la Baleine. Elle est faiblement visible à l'œil nu, avec une magnitude apparente de 5,7. Il s'agit d'une étoile géante évoluée avec un type spectral K2 III. Elle rayonne 187 fois la luminosité du Soleil et sa température effective est de 4 206 K.